# Good Girl Gone Bad Tour
The Good Girl Gone Bad Tour was de eerste wereld concerttour door Barbadiaanse zangeres Rihanna, ter ondersteuning van haar derde studio-album Good Girl Gone Bad. De setlist bestond uit liedjes, vooral uit het album Good Girl Gone Bad, maar bevatte ook enkele nummers van haar eerste twee albums. Akon werd gekozen als openingsact voor de Canadese data van de Noord-Amerikaanse shows, terwijl Ciara en David Jordan de Britse data van de Europese data steunden. Chris Brown nam deel aan de tour tijdens de shows in Oceanië.

## Achtergrond
Tijdens de show droeg Rihanna onthullende lederen kostuums. Tijdens de tournee zijn veel wijzigingen aangebracht in de setlist. De originele setlist bevat een cover van "Is This Love" van Bob Marley en tijdens de Europese etappe van de tour werd de setlist ingekort tot slechts vijftien nummers. In de derde setlist van de Oceanische en Aziatische shows eindigde de show met een toegift (bonus nummers). Een dvd van het concert in Manchester in de Manchester Arena getiteld Good Girl Gone Bad Live werd uitgebracht op 17 juni 2008.
De tour, geregisseerd en gechoreografeerd door Tina Landon, was de eerste tournee met Rihanna als hoofdact. Er werd een geheel nieuw imago opgebouwd omdat ze tijdens elke show zeer uitdagende en onthullende lederen kostuums droeg. Het podium was uitgebreid, bestaande uit een grote trap; twee grote LCD- schermen met afbeeldingen van Rihanna en speciale clips tijdens het concert ; en zes slanke LCD-schermen, met drie aan de linkerkant en drie aan de rechterkant. Het podium bestond ook uit duizenden lichten die in verschillende kleuren flitsten. Er was ook een enorm LCD-scherm in het midden van het podium dat voornamelijk was gericht op het uitvoeren van Rihanna. Het podium zat vol met pyrotechniek en verschillende rekwisieten die Rihanna en de dansers tijdens hun uitvoeringen gebruikten. Haar back-up zangers en band stonden aan weerszijden op het podium. Tijdens de Australische etappe van de tour had het podium ook een klein stijgend platform in het voorste midden van het podium. Voor "Disturbia" begon ze hoog in de lucht op het platform en reed er weer af tijdens "Unfaithful".

## Openingshows
- Akon (alleen Noord-Amerika)[3]
- Kardinal Offishall (alleen Canada)
- Ray Lavender (London, Ontario, Canada)
- Kat DeLuna (Lincroft)
- Ciara (alleen Europa, VK)[4]
- DanceX (geselecteerde datums)
- David Jordan (alleen Europa, VK)
- Chris Brown (de Filipijnen, Oceanië)
- María José (Mexico)
- Sistanova (Duitsland)[5]

## Setlist
Dit is de setlist voor de shows van Noord-Amerika
1. Pon de Replay
2. Break It Off
3. Let Me
4. Rehab
5. Breakin' Dishes
6. Is This Love (Bob Marley & The Wailers)
7. Kisses Don't Lie
8. Scratch
9. SOS
10. Good Girl Gone Bad
11. Hate That I Love You
12. Unfaithful
13. Sell Me Candy
14. Don't Stop the Music
15. Shut Up and Drive
16. Umbrella

Opmerkingen:
- Voor vele shows in Europa werden Question Existing en Push Up on Me toegevoegd aan de setlist.
- Voor de shows in Azië, Oceanië en Mexico werd Disturbia gebruikt als beginnummer, terwijl Pon de Replay gezongen werd in een medley met drie covers. Push Up on Me werd gezongen tijdens enkele shows.

## Shows
| Datum             | Stad           | Land                | Locatie                               |
| Noord Amerika     | Noord Amerika  | Noord Amerika       | Noord Amerika                         |
| ----------------- | -------------- | ------------------- | ------------------------------------- |
| 15 september 2007 | Vancouver      | Canada              | GM Place                              |
| 17 september 2007 | Grande Prairie | Canada              | Canada Games Arena                    |
| 18 september 2007 | Calgary        | Canada              | Stampede Corral                       |
| 19 september 2007 | Saskatoon      | Canada              | Credit Union Centre                   |
| 22 september 2007 | Toronto        | Canada              | Molson Amphitheatre                   |
| 23 september 2007 | London         | Canada              | John Labatt Centre                    |
| 24 september 2007 | Montreal       | Canada              | Bell Centre                           |
| 25 september 2007 | Quebec City    | Canada              | Pavillon de la Jeunesse               |
| 27 september 2007 | Moncton        | Canada              | Moncton Coliseum                      |
| 28 september 2007 | Saint John     | Canada              | Harbour Station                       |
| 30 september 2007 | Halifax        | Canada              | Halifax Metro Centre                  |
| 2 oktober 2007    | Arlington      | Verenigde Staten    | Texas Hall                            |
| 5 oktober 2007    | Rochester      | Verenigde Staten    | RIT Gordon Field House                |
| 11 oktober 2007   | New York       | Verenigde Staten    | Nokia Theatre                         |
| 13 oktober 2007   | Lincroft       | Verenigde Staten    | Robert J. Collins Arena               |
| 18 oktober 2007   | State College  | Verenigde Staten    | Bryce Jordan Center                   |
| 19 oktober 2007   | Philadelphia   | Verenigde Staten    | Wachovia Center                       |
| 20 oktober 2007   | Phoenix        | Verenigde Staten    | Arizona Veterans Memorial Coliseum    |
| 23 oktober 2007   | Los Angeles    | Verenigde Staten    | House of Blues                        |
| Europa            |                |                     |                                       |
| 11 november 2007  | Parijs         | Frankrijk           | Zenith                                |
| 13 november 2007  | Munchen        | Duitsland           | Zenith                                |
| 14 november 2007  | Basel          | Zwitserland         | St. Jakobshalle                       |
| 20 november 2007  | Keulen         | Duitsland           | Palladium                             |
| 21 november 2007  | Amsterdam      | Nederland           | Heineken Music Hall                   |
| 22 november 2007  | Brussel        | België              | Forest National                       |
| 23 november 2007  | Frankfurt      | Duitsland           | Jahrhunderthalle                      |
| 24 november 2007  | Belgrado       | Serbia              | Belgrade Arena                        |
| 26 november 2007  | Berlijn        | Duitsland           | Columbiahalle                         |
| 27 november 2007  | Bratislava     | Slowakije           | Sibamac Arena                         |
| 30 november 2007  | Sofia          | Bulgaria            | Prince Alexander of Battenberg Square |
| 1 december 2007   | Ischgl         | Oostenrijk          | Top of the Mountain Concert           |
| 2 december 2007   | Dublin         | Ireland             | RDS Simmonscourt                      |
| 3 december 2007   | Belfast        | Verenigd Koninkrijk | Odyssey Arena                         |
| 6 december 2007   | Manchester     | Verenigd Koninkrijk | Evening News Arena                    |
| 7 december 2007   | Sheffield      | Verenigd Koninkrijk | Sheffield Arena                       |
| 13 december 2007  | Newcastle      | Verenigd Koninkrijk | Metro Radio Arena                     |
| 14 december 2007  | Glasgow        | Verenigd Koninkrijk | SECC                                  |
| 16 december 2007  | London         | Verenigd Koninkrijk | Wembley Arena                         |
| 17 december 2007  | Brighton       | Verenigd Koninkrijk | The Brighton Centre                   |
| 18 december 2007  | Birmingham     | Verenigd Koninkrijk | National Exhibition Centre            |
| 19 december 2007  | Cardiff        | Verenigd Koninkrijk | Cardiff International Arena           |
| 20 december 2007  | Nottingham     | Verenigd Koninkrijk | Trent FM Arena                        |
| 26 februari 2008  | Dublin         | Ierland             | RDS Simmonscourt                      |
| 27 februari 2008  | Dublin         | Ierland             | RDS Simmonscourt                      |
| 2 maart 2008      | Belfast        | Verenigd Koninkrijk | Odyssey Complex                       |
| 3 maart 2008      | Aberdeen       | Verenigd Koninkrijk | Aberdeen Exhibition Centre            |
| 5 maart 2008      | Liverpool      | Verenigd Koninkrijk | Echo Arena                            |
| 6 maart 2008      | Bournemouth    | Verenigd Koninkrijk | Bournemouth International Centre      |
| 7 maart 2008      | Londen         | Verenigd Koninkrijk | The O2 Arena                          |
| 10 maart 2008     | Kopenhagen     | Denemarken          | Ballerup Super Arena                  |
| 12 maart 2008     | Stockholm      | Zweden              | Hovet                                 |
| 14 maart 2008     | Helsinki       | Finland             | Hartwall Areena                       |
| 16 maart 2008     | Tallinn        | Estland             | Saku Suurhall                         |
| 17 maart 2008     | Riga           | Letland             | Arēna Rīga                            |
| 19 maart 2008     | Warschau       | Polen               | Torwar Hall                           |
| 20 maart 2008     | Praag          | Tsjechië            | T-Mobile Arena                        |
| 22 maart 2008     | Düsseldorf     | Duitsland           | Philipshalle                          |
| 23 maart 2008     | Moskou         | Rusland             | Olimpiysky                            |
| Azië              |                |                     |                                       |
| 5 april 2008      | Chiba City     | Japan               | Makuhari Messe                        |
| Noord-Amerika     |                |                     |                                       |
| 4 juli 2008       | New Orleans    | Verenigde Staten    | Louisiana Superdome                   |
| Afrika            |                |                     |                                       |
| 12 juli 2008      | Casablanca     | Morocco             | Stade Mohammed V                      |
| Europa            |                |                     |                                       |
| 15 juli 2008      | Milan          | Italië              | Piazza Repubblica                     |
| Oceanië           |                |                     |                                       |
| 27 oktober 2008   | Auckland       | Nieuw-Zeeland       | Vector Arena                          |
| 28 oktober 2008   | Auckland       | Nieuw-Zeeland       | Vector Arena                          |
| 29 oktober 2008   | Wellington     | Nieuw-Zeeland       | TSB Bank Arena                        |
| 31 oktober 2008   | Brisbane       | Australië           | Brisbane Entertainment Centre         |
| 1 november 2008   | Brisbane       | Australië           | Brisbane Entertainment Centre         |
| 3 november 2008   | Adelaide       | Australië           | Adelaide Entertainment Centre         |
| 4 november 2008   | Melbourne      | Australië           | Rod Laver Arena                       |
| 5 november 2008   | Melbourne      | Australië           | Rod Laver Arena                       |
| 7 november 2008   | Sydney         | Australië           | Acer Arena                            |
| 8 november 2008   | Sydney         | Australië           | Acer Arena                            |
| 9 november 2008   | Sydney         | Australië           | Acer Arena                            |
| 11 november 2008  | Perth          | Australië           | Burswood Dome                         |
| Azië              |                |                     |                                       |
| 13 november 2008  | Kallang        | Singapore           | Singapore Indoor Stadium              |
| 16 november 2008  | Taguig         | Philippines         | The Fort Bonifacio Open Field         |
| Noord Amerika     |                |                     |                                       |
| 22 januari 2009   | Monterrey      | Mexico              | Arena Monterrey                       |
| 24 januari 2009   | Mexico City    | Mexico              | Palacio de los Deportes               |

### Geannuleerde shows
| Datum            | stad         | land      | plaats               | Reden    |
| ---------------- | ------------ | --------- | -------------------- | -------- |
| 14 november 2008 | Jakarta      | Indonesië | Istora Senayan       | Onbekend |
| 13 februari 2009 | Kuala Lumpur | Maleisië  | Putra Indoor Stadium | Onbekend |